# 奧格拉本河 (埃爾倫巴赫河支流)
49°03′52″N 11°08′16″E / 49.06453°N 11.13777°E
奧格拉本河（德語：Augraben），是德國的河流，位於該國東南部，由巴伐利亞負責管轄，屬於埃爾倫巴赫河的支流，流經中弗蘭肯行政區，河道全長2.8公里。